# Prostituição na Alemanha

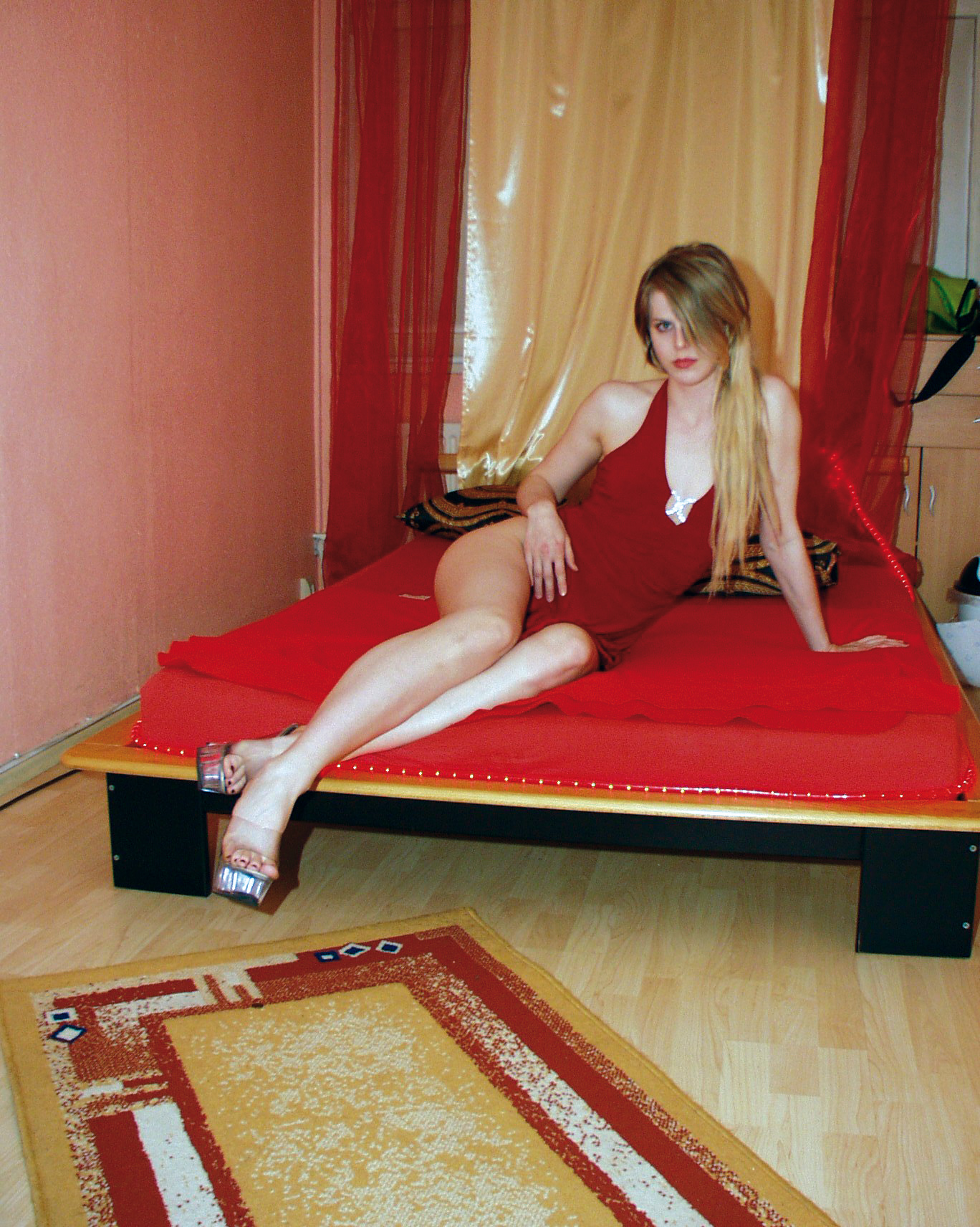
Prostituta alemã em um bordel, 1999

A prostituição na Alemanha é legalizada, assim como os bordéis. Em 2002, o governo mudou a lei, em um esforço para melhorar a situação legal das prostitutas. No entanto, a estigmatização social das prostitutas persiste e muitas continuam a levar uma vida dupla. Autoridades consideram a exploração comum das mulheres do Leste Europeu o principal problema associado à ocupação.